# Bruce McLaren
Bruce McLaren (n. 30 august 1937, Auckland, Noua Zeelandă – d. 2 iunie 1970, Goodwood Circuit⁠(d), Anglia, Regatul Unit) a fost un pilot de Formula 1 și totodată fondator al echipei de Formula 1 McLaren. Între 1959 și 2003 a fost deținătorul recordului de cel mai tânăr pilot care a câștigat o cursă de F1.